# مونیکا لندر

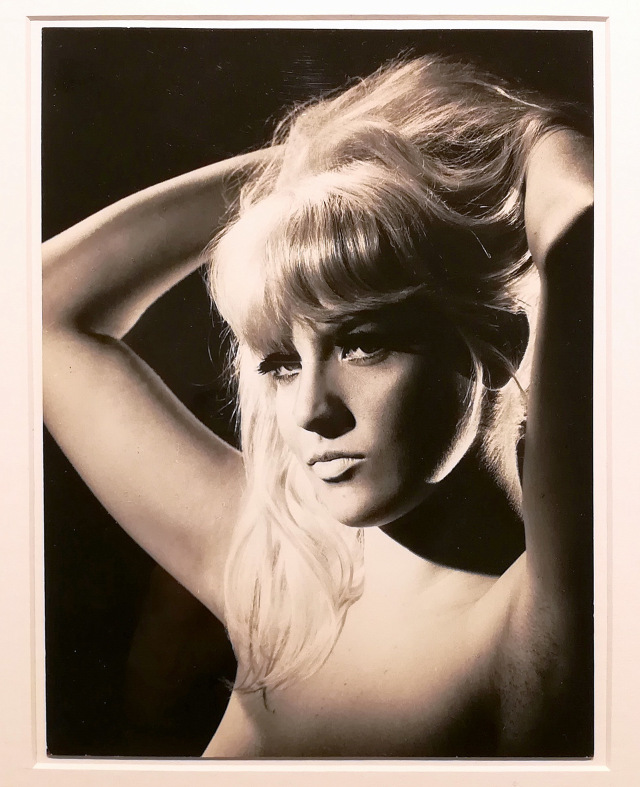

مونیکا لندر هنرپیشه و خواننده آرژانتینی است. مونیکا لندر در طول دهه ۱۹۸۰ چندین تانگو را تحت عنوان Odeón در ایالات متحده منتشر کرد. او کار خود را در کودکی در دهه ۱۹۶۰ در برنامه "Escala Musical" (کانال ۱۳) و بعداً در "ریتم و جوانی" (کانال ۱۱) آغاز کرد. اگرچه او با تانگوهای خود به شهرت رسید، اما در ژانرهای دیگر بود که در آن شهرت بیشتری داشت، همان‌طور که در فیلم غریبه با موهای بلند در سال ۱۹۷۰ می‌توان دید که در آن تم دوباره در جاده را اجرا کرد، نسخه ای از تم محبوب فرانسیس اسمیت. او همچنین نسخه‌هایی از Bienvenida primavera توسط پالیتو اورتگا، رناتو توسط آلبرتو کورتس، که هر دو توسط "Odéon Pops" ضبط شده بودند، را بازخوانی کرده‌است.

## فیلم‌شناسی
- ۱۹۶۹: بلوم.
- ۱۹۷۰: غریبه با موهای بلند.
- ۱۹۷۰: دنیا متعلق به جوانی است که«عشق تو و عشق من» را می‌خواند.
- ۱۹۷۹: کارشناسان سوراخ.
- ۱۹۷۹: حافظ بانوان
- ۱۹۸۰: بنابراین هیچ تختی وجود ندارد که بتواند نگه دارد.
- ۱۹۸۰: جراحان از دست خارج شدند.[۲]